# Dobrotița, Silistra
Dobrotița (în bulgară Добротица, în română Haschioi) este un sat în comuna Sitovo, regiunea Silistra, Dobrogea de Sud, Bulgaria. Între anii 1913-1940 a făcut parte din plasa Accadânlar a județului Durostor, România. 

## Demografie
Componența etnică a satului Dobrotița
     Turci (4,18%)
     Bulgari (82,46%)
     Nicio identificare (11,78%)
     Altele (1,57%)
La recensământul din 2011, populația satului Dobrotița era de 382 locuitori. Din punct de vedere etnic, majoritatea locuitorilor (82,46%) erau bulgari, cu o minoritate de turci (4,18%). Pentru 11,78% din locuitori nu este cunoscută apartenența etnică.